# Миллс, Александрия
Александрия Миллс (англ. Alexandria Mills; род. 26 февраля 1992, Луисвилл, штат Кентукки, США) — победительница конкурса Мисс Мира 2010, коронованная 30 октября 2010 года в городе Санья (Китай). Она стала 60-й по счету Мисс Мира, первой из США с 1990 года.

## До конкурса
До участия в конкурсе 18-летняя модель Александрия Миллс успела окончить школу. Она — приверженка вегетарианства.

## Мисс Мира 2010
Миллс была выбрана представительницей США на конкурсе красоты Мисс Мира 2010, проходившем в городе Санья, Китай. К дате окончания конкурса (30 октября) Александрия по количеству выигранных конкурсов заняла первое место и, соответственно, стала победительницей, обойдя считавшуюся тогда фаворитом участницу из Норвегии Марианн Биркедаль.
В статусе Мисс Мира Александрия Миллс посетила ряд стран и проехала по Соединённым Штатам.

## После конкурса
Она вышла замуж за Франклина Хиббса в ноябре 2012 года. Сейчас она работает фотомоделью и телеведущей.